# آل متيح (ردمان)

تعديل مصدري - تعديل

ال متيح هي إحدى قرى عزلة المريه بني مر بمديرية ردمان التابعة لمحافظة البيضاء، بلغ تعداد سكانها 66 نسمة حسب تعداد اليمن لعام 2004.